# Aéroport de Trondheim Værnes
L'aéroport de Trondheim Værnes (Trondheim lufthavn, Værnes en norvégien) (code IATA : TRD • code OACI : ENVA) est un aéroport international qui est situé à 19 kilomètres à l'est de la ville de Trondheim, dans la commune de Stjørdal.

## Généralités
Værnes est le quatrième aéroport de Norvège quant au trafic de passagers. En 2008, l'aéroport a enregistré 57 402 mouvements aériens pour 3 474 264 passagers. Les vols réguliers desservent 18 destinations, dont 14 à l'international, avec des liaisons quotidiennes vers Amsterdam, Copenhague, Londres et Stockholm.
L'aéroport possède deux terminaux. Le terminal destiné aux vols intérieurs, terminal A, a ouvert en 1994. L'ancien terminal, ouvert en 1982, utilisé pour les vols internationaux a alors été renommé terminal B.

## Statistiques
Pour des raisons techniques, il est temporairement impossible d'afficher le graphique qui aurait dû être présenté ici.

Voir la requête brute et les sources sur Wikidata.

### Zoom sur l'impact du covid de 2019-2020
Pour des raisons techniques, il est temporairement impossible d'afficher le graphique qui aurait dû être présenté ici.

Voir la requête brute et les sources sur Wikidata.

## Situation

### Carte des aéroports en Norvège
Carte des principaux aéroports de Norvège (en 2019)
Le Svalbard n'est pas ici en coordonnées géographiques exactes.
| Oslo-Gardermoen Bergen Stavanger Trondheim Tromsø Bodø Sandefjord Moss Kristiansand Ålesund Haugesund Harstad/Narvik Molde Kristiansund Alta Kirkenes Bardufoss Florø Hammerfest Svalbard Plus de 10 millions Plus de 5 millions Plus de 1 million Plus de 0,4 million Moins de 0,4 million Fermé |

## Compagnies aériennes et destinations

### Passagers
| Compagnies            | Destinations |
| --------------------- | --- |
| airBaltic             | En saison : Riga |
| Finnair               | Helsinki-Vantaa |
| KLM                   | Amsterdam |
| Norwegian Air Shuttle | - Alicante-Elche, - Bergen, - Berlin-Brandebourg, - Copenhague-Kastrup, - Cracovie-Jean-Paul II, - Londres-Gatwick, - Manchester, - Oslo-Gardermoen, - Riga, - Stavanger En saison : Las Palmas/Gran Canaria, Malaga-Costa del Sol, Nice-Côte d'Azur, Split En saison charter: Ténériffe-Sud Reine Sofia                            |
| Scandinavian Airlines | - Bergen, - Bodø, - Copenhague-Kastrup, - Haugesund-Karmøy, - Oslo-Gardermoen, - Stavanger, - Stockholm-Arlanda, - Tromsø En saison : Alicante-Elche En saison charter: - Bourgas, - La Canée I.-Daskaloyánnis, - Las Palmas/Gran Canaria, - Palma de Majorque, - Rhodes-Diagoras, - Santorin, - Split, - Ténériffe-Sud Reine Sofia |
| Sunclass Airlines     | En saison : - Antalya, - La Canée I.-Daskaloyánnis, - Larnaca, - Las Palmas/Gran Canaria, - Palma de Majorque, - Rhodes-Diagoras, - Ténériffe-Sud Reine Sofia |
| Widerøe               | - Ålesund, - Bergen, - Bodø, - Brønnøysund, - Kristiansand, - Kristiansund, - Mo i Rana-Røssvoll (no), - Mosjøen (en), - Namsos, - Narvik/Harstad, - Oslo-Gardermoen, - Rørvik (en), - Sandefjord-Torp, - Sandnessjøen (en), - Tromsø                                                                                               |
| Wizz Air              | Gdańsk-L. Wałęsa |

Édité le 08/03/2020  Actualisé le 25/02/2023